# Valda Osborn
Pour les articles homonymes, voir Osborn.
Valda Rosemary Osborn, née le 17 septembre 1934 à Wembley (Londres, Royaume-Uni) et morte le 28 décembre 2022, est une patineuse artistique britannique, championne d'Europe et médaillée de bronze mondiale en 1953.

## Biographie

### Carrière sportive
Valda Osborn est née à Wembley près de Londres. Elle commence à patiner à l'âge de 2 ans à la patinoire de Wembley. Elle apprend le patinage avec Arnold Gerschwiler, son seul entraîneur pendant toute sa carrière amateur.
Elle déménage à Richmond pendant la Seconde Guerre mondiale, à quelques pas de la Richmond Ice Rink où elle peut continuer à s'entraîner et progresser. Elle devient double championne de Grande Bretagne en 1952 et 1953.
Elle représente son pays à quatre championnats européens (1949 à Milan, 1951 à Zurich, 1952 à Vienne et 1953 à Dortmund où elle remporte l'or) ; cinq mondiaux (1949 à Paris, 1950 à Londres, 1951 à Milan, 1952 à Paris et 1953 à Davos où elle conquiert la médaille de bronze) ; et aux Jeux olympiques d'hiver de 1952 à Oslo.
Elle quitte les compétitions sportives après les mondiaux de 1953.

### Reconversion
Après être devenue patineuse professionnelle dès 1953, Valda Osborn joue dans Ice Circus de Tom Arnold à Brighton et Robinson Crusoe on Ice de Tom Arnold au Grand Théâtre de Leeds. Elle se tourne ensuite vers l'entraînement de patineurs sur glace à Manchester, Whitley Bay, Brighton et Richmond. Lorsque la patinoire de Richmond ferme ses portes en 1992, elle prend sa retraite.
Après sa carrière professionnelle, elle voyage à travers l'Europe, l'Afrique du Nord et le Moyen-Orient. Elle passe treize ans dans le nord de Chypre puis s'installe à Rustington, dans le Sussex de l'Ouest, sur la côte sud anglaise.
Son nom d'épouse était Valda Foggin.

## Palmarès
| Compétitions principales        | 1949    | 1950    | 1951    | 1952    | 1953    |  |  |  |  |  |  |  |  |  |
| Jeux olympiques d'hiver         |         |         |         | 11e     |         |  |  |  |  |  |  |  |  |  |
| Championnats du monde           | 12e     | 13e     | 9e      | 8e      | 3e      |  |  |  |  |  |  |  |  |  |
| Championnats d’Europe           | 9e      |         | 4e      | 6e      | 1re     |  |  |  |  |  |  |  |  |  |
| Championnats de Grande-Bretagne |         |         |         | 1re     | 1re     |  |  |  |  |  |  |  |  |  |
|                                 |         |         |         |         |         |  |  |  |  |  |  |  |  |  |
| Autre Compétition               | 1948/49 | 1949/50 | 1950/51 | 1951/52 | 1952/53 |  |  |  |  |  |  |  |  |  |
| Trophée Richmond                |         |         | 3e      | 2e      | F       |  |  |  |  |  |  |  |  |  |
| Légende : F = Forfait           |         |         |         |         |         |  |  |  |  |  |  |  |  |  |